# Черухин, Николай Иванович
Николай Иванович Черухин (?—1874) — российский педагог.

## Биография
В 1844 году окончил 2-е (физико-математическое)отделение философского факультета Санкт-Петербургского университета. С 1849 по 1862 годы Черухин состоял преподавателем физики, химии и физической географии, в 1-м Кадетском корпусе. Кроме этого в 1855—1856 годах преподавал техническую физику в Технологическом институте. В начале 1872 года Н. И. Черухин вступил в число членов преобразованной в то время постоянной комиссии по техническому образованию при Императорском русском техническом обществе и с этого времени всецело посвятил себя делам этой комиссии. В конце 1872 года он был избран товарищем председателя комиссии общества по техническому образованию и был назначен одним из депутатов в Совет торговли и мануфактур для работы по исследованию кустарной промышленности. В начале 1874 года он, в числе прочих, изъявил согласие прочесть ряд публичных лекций в аудитории Музея прикладных знаний, но неожиданная смерть помешала ему привести в исполнение это намерение.
Н. И. Черухину принадлежит помещённая им в Русской старине 1873 года статья: «Календарь для хронологических справок» и «Заметка» к ней; в своей статье Н. И. Черухин дал «лёгкий и удобный способ находить день недели для каждого числа в данном годе, а также определять для данного года день Пасхи».
Умер в феврале 1874 года в Санкт-Петербурге.